# Zain (prénom)
Pour les articles homonymes, voir Zain.
Zain est un prénom masculin d’origine arabe. Ses numéros sont le 5, le 1, et le 4[pas clair].

## Onomastique
Zain est un nom arabe qui signifie « beau, bon et merveilleux ».

## Variantes
- Zayn
- Zaina (prénom féminin)

## Personnalités portant ce prénom
- Zain
  - Zain Bihkha (1974-), chanteur-compositeur sud-africain d'origine indienne ;
  - Zain Shaito (1990-), escrimeur libanais ;
- Zayn
  - Zayn Malik (1993-), chanteur, mannequin et acteur britannique, de son vrai nom Zain Malik.